# Hawaii (ø)
|  | For alternative betydninger af ordet Hawaii, se Hawaii (flertydig). |
19°34′N 155°30′V / 19.567°N 155.500°V
Øen Hawaii er den største ø i øgruppen Hawaii og er en af de otte beboede hovedøer, som sammen udgør stat nummer 50, Hawaii, USA.
For at undgå navne-misforståelse mellem staten Hawaii og øen Hawaii kaldes sidstnævnte af befolkningen, the Big Island.
Øen formodes at være opkaldt efter Hawai’iloa, som var en kendt polynesisk navigatør, som opdagede øgruppen. 
I 2003 havde øen en fastboende befolkning på 158.423 personer.

## Vigtige byer
- Hilo med et befolkningstal på 40.759 og dermed den største by på øen samt den næststørste by i staten efter Honolulu, som er beliggende på øen Oahu. University of Hawaii har en afdeling i byen.
- Kailua-Kona er øens næststørste by og er centrum for øens turisme samt den årligt tilbagevendende Hawaii Ironman.

## Næringsveje
- Turisme er den vigtigste indtægtskilde for øen.
- Landbrugsprodukter, kvægbrug, macadamia nødder, papaya, blomster, grøntsager og kona-kaffe.

## Seværdigheder, museer etc.
- Hawaii Volcanoes nationalpark, de aktive vulkaner, Kilaunea og Mauna Loa, er beliggende i parken
- Pu’uhonua o Honaunau, nationalhistorisk park.
- Onizuka Space Center; museum til minde om astronauten Ellison Onizuka.
- Hulihee Palace, kongeligt palads fra tiden som kongerige, beliggende i Kailua-Kona.
- Akaka vandfaldet, højeste vandfald på øen.
- Mauna Kea Observatoriet, beliggende på staten Hawaiis højeste punkt, Mauna Kea, som er 4.207 meter højt.
- Naalehu, den sydligst beliggende by på øen og i USA.
- Ka Lae eller South Point, øens og USA's sydligste punkt.